# Ingemar Sunesson
Ingemar Sunesson, född omkring 1780, död sannolikt i Karlshamn, var en svensk målarmästare, målare och tecknare.
Sunesson gifte sig efter 1804 med Charlotte Pembroch de Salie. Sunesson studerade konst under flera år för Louis Jean Desprez vid Konstakademien i Stockholm och han medverkade med tecknade historiekompositioner i ett flertal akademiutställningar under 1810-talet. Han var under en period 1802 anställd som medhjälpare till Desprez när Desprez skulle försöka etablera sig som kunglig svensk konstagent i Italien. Tillsammans med P Lambert renoverade och satte upp några av Desprez sjöbataljmålningar på Drottningholms slott 1803. Efter att Desprez avled 1804 gifte han sig med engelskan Charlotte Pembroch de Salie som sammanlevt med Desprez några år. Paret flyttade till Karlshamn där Sunesson etablerade en målarverkstad. Under sin tid i Karlshamn målade han några altartavlor i omkringliggande kyrkor. Han är tillskriven några teaterdekorationsskisser vid Drottningholms teatermuseum och Nationalmuseum i Stockholm.  